# Koyo Zom
Koyo Zom (em lahnda:  کو یو زوم) é uma montanha da cordilheira Hindu Raj, subcordilheira do Indocuche, no Paquistão. Tem 6872 m de altitude, o que a torna na mais alta montanha do Hindu Raj. Fica na fronteira entre as províncias paquistanesas de Khyber Pakhtunkhwa e Gilgit-Baltistão.